# Conte di Shannon
Conte di Shannon è un titolo nobiliare inglese nella Parìa d'Irlanda.

## Storia

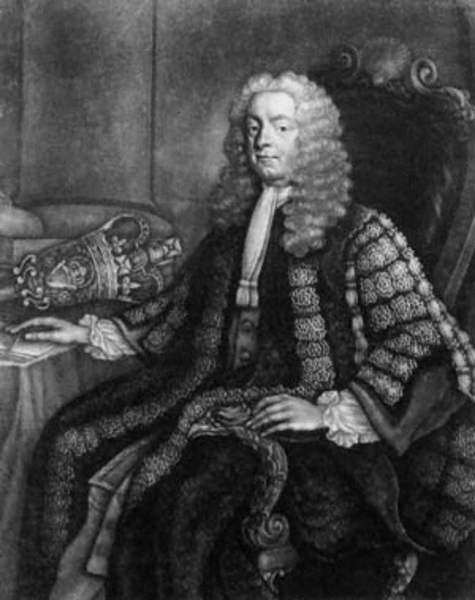
Henry Boyle, I conte di Shannon.

Il titolo venne creato nel 1756 per il politico irlandese Henry Boyle, che fu speaker della Camera dei Comuni d'Irlanda e Cancelliere dello Scacchiere irlandese. La contea trae il proprio nome da Shannon Park nella Contea di Cork.
Il primo conte venne contemporaneamente creato anche Visconte Boyle, di Bandon, e Barone Castle Martyr, sempre nella Parìa d'Irlanda. Lord Shannon era il figlio secondogenito di Henry Boyle, a sua volta figlio secondogenito di Roger Boyle, I conte di Orrery, terzo figlio sopravvissuto di Richard Boyle, I conte di Cork. Questi venne succeduto da suo figlio, il II conte, il quale fu Master-General of the Ordnance per l'Irlanda e Vice-Tesoriere d'Irlanda. Nel 1786 venne creato anche Baron Carleton, di Carleton nella Contea di York, nella Parìa di Gran Bretagna, fatto che gli permise di sedere anche nella Camera dei Lords britannica. il III conte, figlio del II, fu Lord Luogotenente della Contea di Cork. Alla sua morte i suoi titoli passarono a suo figlio, il IV conte, che per breve tempo fu parlamentare per la costituente di County Cork nella Camera dei Comuni inglese.
Sir Algernon Boyle, figlio sestogenito del V conte, fu un ammiraglio della Royal Navy.
La sede di famiglia Castle Martyr, presso Midleton, nella County Cork.

## Conti di Shannon (1756)
- Henry Boyle, I conte di Shannon (1686–1764)
- Richard Boyle, II conte di Shannon (1728–1807)
- Henry Boyle, III conte di Shannon (1771–1842)
- Richard Boyle, IV conte di Shannon (1809–1868)
- Henry Bentinck Boyle, V conte di Shannon (1833–1890)
- Richard Henry Boyle, VI conte di Shannon (1860–1906)
- Richard Bernard Boyle, VII conte di Shannon (1897–1917)
- Robert Henry Boyle, VIII conte di Shannon (1900–1963)
- Richard Bentinck Boyle, IX conte di Shannon (1924–2013) [1]
- Richard Henry John Boyle, X conte di Shannon (n. 1960)

L'erede presunto è il cugino di secondo grado dell'attuale detentore, Robert Francis Boyle (n. 1930).